# Günter Zahn

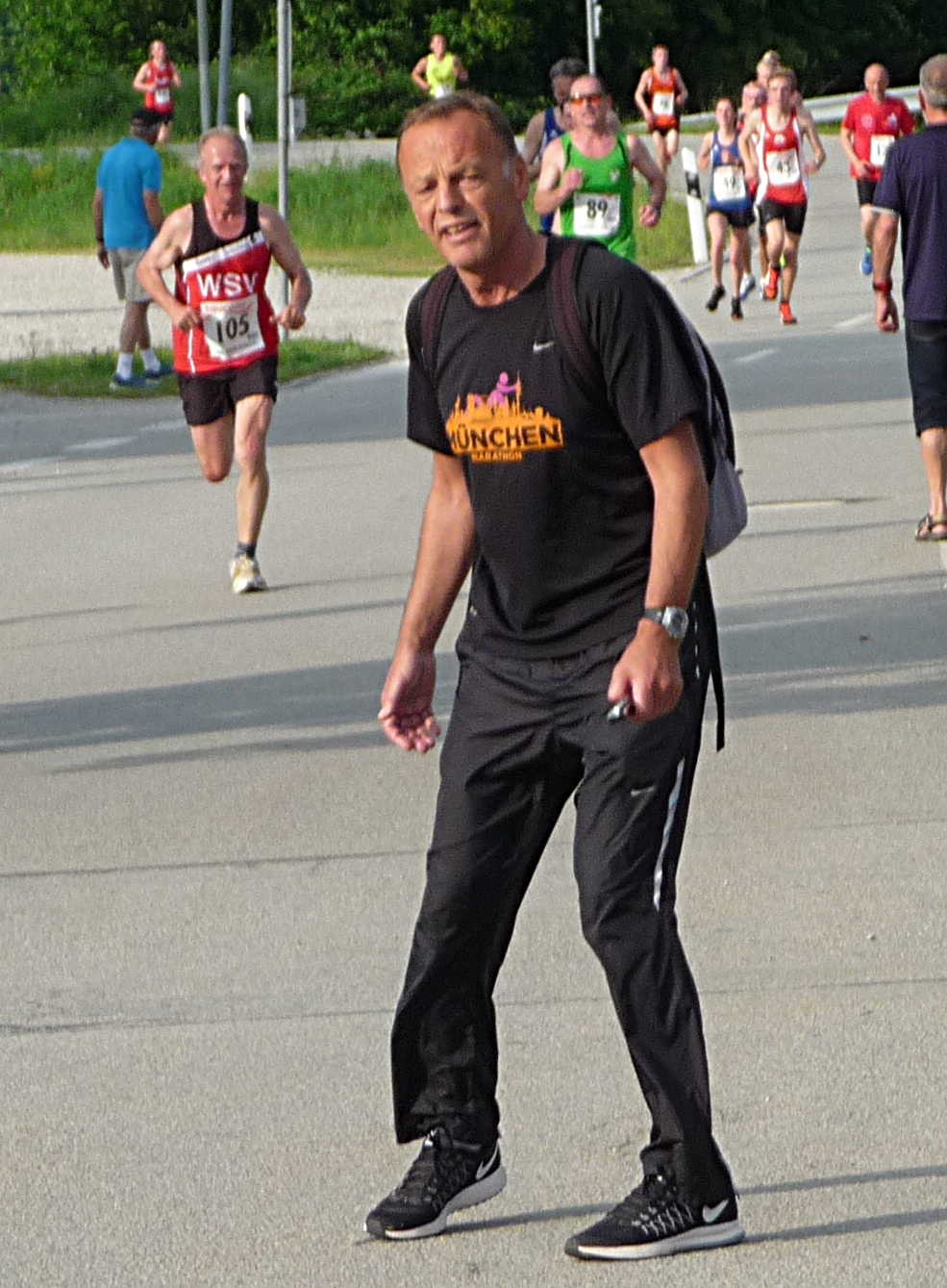
Como entrenador en 2016.

Günter Zahn (* 23 de marzo de 1954 en Obernzell) es un ex atleta alemán.
Desde 1972 campeón juvenil de la Federación Alemana de Atletismo en la carrera de 1500 metros con un tiempo de 3:59 y 6 minutos, y se mantuvo activo hasta mediados de los años 1980.
Günter Zahn esta en Passau teniendo éxito como entrenador del LG Passau, y todavía sirve como voluntario en la maratón de los medios de comunicación en Múnich.
En los Juegos Olímpicos de Múnich 1972, y fue el último relevo de la Antorcha Olímpica encendiendo el pebetero en el Estadio Olímpico de Múnich.
| Predecesor: Enriqueta Basilio México 1968 | Portador de la Antorcha Olímpica Múnich 1972 | Sucesor: Stéphane Préfontaine y Sandra Henderson Montreal 1976 |

- Datos: Q877533